# Scapriano
Scapriano is een plaats (frazione) in de Italiaanse gemeente Teramo.